# 庄司るり
庄司 るり（しょうじ るり）は、日本の航海学者、海上交通工学者。東京海洋大学理事・副学長を経て、海上・港湾・航空技術研究所理事長を務めた。

## 人物・経歴
東京都出身。大田区ふたば幼稚園、大田区立入新井第二小学校、大田区立大森第三中学校、川越市立大東中学校、富士見高等学校を経て、東京商船大学（のちの東京海洋大学）商船学部航海学科卒業後、1989年同大学大学院商船学研究科修了、オーシャンルーツ入社。1992年東京商船大学航海学科助手。1999年東京商船大学航海学科講師。2003年東京海洋大学海洋工学部海事システム工学科講師。2010年東京海洋大学海洋工学部海事システム工学科准教授。2012年東京海洋大学学術研究院海事システム工学部門教授。2019年東京海洋大学副学長。2021年東京海洋大学理事・副学長（学生支援・広報担当）。2023年海上・港湾・航空技術研究所理事長。